# Quer Voar
Quer Voar é um single do rapper Matuê, lançado em 10 de agosto de 2021 pela gravadora 30PRAUM e Sony Music Brasil.

## Antecedentes
No ano de 2020, Matuê lançou seu álbum de estreia, Máquina do Tempo, que abriu as portas para que o gênero trap dominasse o país e foi considerado o álbum com maior estreia do Spotify Brasil. O sucesso foi extenso, com 7 músicas do álbum alcançando altas posições nas paradas musicais nacionais, com todas estreando rapidamente no Top 15 do país, com a faixa-título "Máquina do Tempo" ocupando o primeiro lugar.
No inicio de 2021, o rapper fez uma participação especial no single M4, do artista Teto. A música permaneceu no Top 5 de músicas mais tocadas do país por mais de 2 meses consecutivos.

## Divulgação
Para promover o novo single, Matuê decidiu fazer um marketing em uma estética sombria. Em posts divulgados em seu próprio Instagram, o artista surgiu caracterizado como vampiro, retirando o próprio sangue e colocando-o em pequenos frascos, onde supostamente ele estaria usando para coloca-los em pingentes de colares. No site da loja oficial do cantor, estava disponibilizado o item "Colar de Sangue" com o valor do anúncio zerado, contendo abaixo um aviso com a frase: “Troque por sua alma”. Ao clicar na frase, o usuário era direcionado para uma série de avisos que o músico nomeou como “Termo de cessão de alma.
A polêmica ação causou uma enorme polêmica e dividiu opiniões nas redes sociais. Enquanto isso, painéis digitais espalhados pelo Brasil traziam o cantor de cabeça para baixo, com os dizeres “Vendo sangue, compro almas”. Fãs e celebridades debatiam na internet a real motivação do cantor com a ação, com alguns espalhando elogios por causa da inovação conceitual e também críticas. O músico recebeu diversas ameaças de morte por estar "ofendendo religiões".
Entretanto, apesar de várias críticas negativas, o resultado do marketing foi um sucesso. Com a divulgação do lançamento, em poucos dias foram arrecadados milhares de cadastros de fãs interessados em “vender suas almas" em troca dos "Colares de Sangue". Segundo o rapper, a ação teria um desfecho surpreendente com objetivo social, já que seria uma forma de arrecadar cadastros para uma campanha de doação de sangue através do Hemotify, plataforma que visa unir potenciais doadores aos hemocentros mais próximos. “A falta de estoque de sangue nos hemocentros e a escassez de doadores é um problema histórico no Brasil”, “Com a pandemia do COVID-19, esse problema se intensificou. Hoje, mais de 10 milhões de brasileiros dependem diretamente da doação de sangue para sobreviver. Nos unimos ao Matuê para divulgar esse problema e mostrar ao público que doar sangue é seguro e necessário" relata Fernando Berwanger, idealizador da plataforma.

## Videoclipe e Live
O videoclipe foi lançado no dia 10 de agosto de 2021. A música contém mensagens para inspirar as pessoas a fazerem doação de sangue e também teve alguns versos retirados de trechos da música Beira de Piscina, música do rapper Emicida em parceria com Rael, como forma de homenagem ao rap nacional. Antes da estreia do videoclipe, foi realizada uma live em estilo cinematográfico chamada "Quer Voar Experience". O evento contou com o artista cantando as músicas "777-666" e "É Sal" do seu álbum de estúdio Máquina do Tempo, além de incluir uma participação especial do rapper Teto, cantando seu famoso hit 'M4". Em pouco tempo, a live alcançou uma multidão de mais de 100 mil pessoas, fazendo o artista conquistar o recorde nacional de 1ª première de clipe nacional de 2021, além de conseguir 2 milhões de views em 24 horas.

## Recepção
O single alcançou a 75º posição na parada musical "Billboard Global Excl. U.S" da revista americana Billboard, com dados concentrados em todos os territórios fora dos Estados Unidos. "Quer Voar" ficou em 2º lugar no dia de sua estreia e depois alcançou o 1º lugar na parada do "Spotify Brasil". A musica apareceu na 60º posição geral na parada musical do Apple Music Brasil.

## Paradas Musicais
| Parada (2021)              | Posição | Ref.   |
| -------------------------- | ------- | ------ |
| Billboard Global Excl. U.S | 75º     | [ 11 ] |
| Spotify Brasil             | 1º      | [ 12 ] |
| Apple Music Brasil         | 60º     | [ 13 ] |